# Hüttlingen (Germania)
Hüttlingen è un comune tedesco di 6 185 abitanti situato nel land del Baden-Württemberg.
Hüttlingen si trova sul bordo orientale del Giura Svevo a 400-503 metri, a circa 8 km dalla città di Aalen.

## Amministrazione

### Gemellaggi
- Cotignola